# Injera

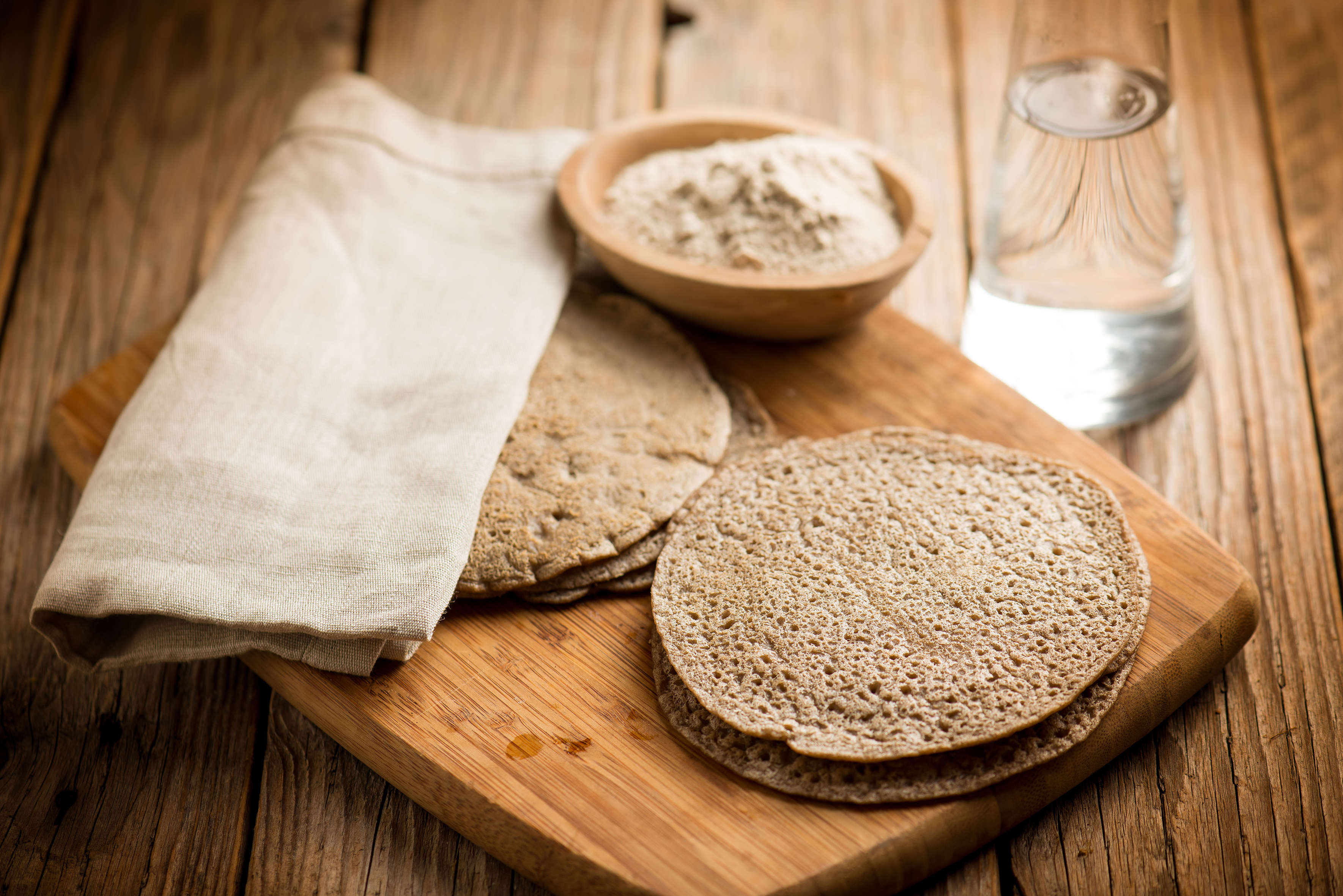
Injera, un tipico pane etiope

L'injera (in ge'ez: እንጀራ, ənǧära; nota anche come enjera, ingeera, eenjera, injeera o ingera) è un piatto base della cucina etiope, eritrea e somala. Viene preparata con la farina di teff, un cereale originario degli altopiani etiopici.
Con farina e acqua si ottiene un impasto cremoso che viene lasciato fermentare per 24 ore; l'impasto viene cotto versandolo su larghe piastre scaldate, chiuse da un coperchio (quelle tradizionali si chiamano mogogo), in modo che il calore sia più forte sul lato inferiore a contatto con la piastra e più diffuso sul lato superiore. In pochi minuti di cottura si ottiene una larga crêpe spugnosa di colore grigiastro, con numerose bollicine sulla superficie, note come "occhi" a nido d'ape, uniformemente distanziate, e un sapore leggermente acidulo, dovuti alla fermentazione. La crêpe è rotonda, resistente e ha uno spessore di circa 6 mm e un diametro di circa 60 cm.
In Etiopia è tradizione consumare l’injera almeno una volta al giorno. L'injera è anche un ingrediente base dello zighinì, uno dei piatti tipici della cucina eritrea. Generalmente accompagna altre pietanze quali carne (dorowot, segawot) o verdure. Rotoli di injera vengono serviti a parte e, strappati a brandelli, servono per portare il cibo alla bocca.

## La farina di teff
La farina di teff è l’elemento principale dell'injera.
Esistono varietà differenti della farina di teff: per esempio, quella scura ha un sapore più intenso. Tuttavia, nella ricetta dell’injera possono essere usate tutte, a seconda delle preferenze personali. Grazie all’abbondante presenza di amido, il teff riesce a dare densità all’injera ma anche a molti altri piatti etiopi, quali le zuppe.

## La fermentazione primaria
Tuttora in Etiopia si utilizzano le pratiche tradizionali per preparare e mangiare l’injera. Il cereale base del piatto è il teff ma si utilizzano anche miglio, orzo, frumento, sorgo e mais in diverse proporzioni.
Per prima cosa si mescola a mano la farina di teff con l'acqua e una coltura di semi, l'ersho, e si fa fermentare la miscela per circa tre giorni (fermentazione primaria). Durante questa fase è necessario utilizzare un contenitore di argilla, metallo o legno, chiamato bohaka, in modo da mescolare i componenti. Si deve formare una pasta sottile e acquosa che deve essere lasciata fermentare.
Il tempo di fermentazione può dipendere dall'altitudine, che determina la temperatura della zona, dalla concentrazione dell'ersho e dal tipo di contenitore utilizzato.

## L’absit
Conclusa la fermentazione primaria, dopo circa 48-72 ore, una parte della pastella mescolata e bollita viene messa da parte per produrre l'absit. Gli unici cereali che richiedono l'absit durante il processo di produzione dell'injera sono teff, miglio e mais.
Dopo la sua preparazione, l'absit viene rimescolato alla pastella fermentata primaria che viene lasciata fermentare per 2 ore.
Dopo l'aggiunta, l'absit produce gas e fa lievitare la pasta. 
L'absit è dunque una sorta di pappa lavorata come legante che serve per avviare la fermentazione secondaria dell’impasto.
L'aggiunta di absit è fondamentale per sviluppare la consistenza desiderata, poiché l'injera prodotta senza absit tende ad essere abbastanza polverosa e presenta pochi "occhi"; ciò non è piacevole a chi la consuma.

## La cottura
Concluse le due fermentazioni, la pastella fermentata viene versata nel dispositivo versatore detto mazoria, che serve a ottenere i cosiddetti "occhi" e dunque a perforare la pasta; oggi la mazoria è spesso realizzata in plastica. Circa due terzi della pastella fermentata vengono versati su una piastra, con movimenti circolari dalla periferia verso il centro; la cottura deve durare circa 2-3 minuti. La piastra calda e unta è nota come metad; è di argilla e viene chiusa con un coperchio, kidan. Per ungere il metad durante la cottura dell’injera viene spesso usato l'olio di colza.

## Il pasto
Solitamente gli etiopi, prima di pranzare, si lavano le mani all'interno di una bacinella con dell'acqua versata da una brocca di metallo o di terracotta. Dopo fanno una preghiera di ringraziamento e poi mangiano una prima portata composta da un piatto di fermenti e siero di latte.
A volte, in alcune regioni il pasto non può cominciare fino a quando il padrone di casa non ha spezzato una parte dell’injera a tutte le persone presenti.
L'injera dopo la cottura viene servita all’interno di un cesto di paglia noto come il mesob, dai colori vivaci. 
Si inizia poi a mangiare l’injera staccandone un pezzetto e arrotolandola attorno a pezzetti di carne e verdure speziate, raccogliendo così la salsa.
L’injera viene spesso servita con il wot, che costituirebbe il piatto nazionale ed è uno stufato piccante composto da carne, pesce, verdure, diverse spezie e salse. La base tipica del piatto è costituita dal pollo, doro, e dal manzo. 
Tuttavia l’ingrediente principale del wot è il berberé, un mix di erbe, peperoncino, spezie e vari sapori: chiodi di garofano, coriandolo, pepe nero, noce moscata, zenzero fresco, semi di finocchio, cipolla, aglio. Esistono due tipi di berberè: quello con fieno greco e quello con il cardamomo. Il cardamomo è particolarmente aromatico e riesce ad esaltare i sapori sia dolci che amari; purtroppo, però, è costosissimo. L’odore del fieno greco, invece, assomiglia a quello del sedano, e a differenza del cardamomo costa molto poco.
Proprio per questi motivi, è più comune trovare nelle città e sulla costa del Mar Rosso il berberè fatto con il cardamomo, mentre nelle campagne quello con il fieno greco.
In Etiopia solitamente, durante il pasto, un’injera può bastare per 2-3 persone; il fatto di consumare nello stesso piatto mostra una certa affettività e buona relazione tra le persone.
È tradizione che una persona durante il pasto prenda un boccone d’injera particolarmente buono e lo porga ad un altro convitato, come segno di rispetto o di affetto.
Oggi, attraverso una tradizionale pratica con un imballaggio stretto in copertura di polietilene, l’injera si conserva almeno per tre giorni in un luogo fresco, asciutto e ventilato.
Non è una cosa comune che in Etiopia un pasto sia seguito dal dessert, però in alcune parti del paese si cerca di “spegnere il fuoco” del piccantissimo cibo attraverso la freschezza del miele.
Durante un pasto etiope non può mai mancare il tej, una sorta di nettare di vino delicatissimo, o la tella, una birra di malto d'orzo abbastanza leggera che viene prodotta nella località. 
Oggi il tej è presente ovunque e lo possono comprare tutti, mentre una volta lo potevano usare solo i sovrani.

## Usanze
- Quando avanza dell’injera, la si può essiccare per comporre una "dieta" vegana composta da spezie, aglio e salsa di pomodoro. Questa "dieta" è nota con il nome di firfir e solitamente funge da colazione[9].

- L'injera è nota ed è importante anche per gli etiopi migranti. Ne è la prova la disponibilità di diversi ristoranti tipici nei paesi occidentali dove le popolazioni di migranti etiopi sono più numerosi.

- L’injera nella cultura etiope è molto significativa e prestigiosa. È tradizionale che gli etiopi celebrino molte festività, che siano nazionali, religiose, riunioni di famiglia, cerimonie di matrimonio, compleanno e morte. Il tipico pasto base di tutte queste situazioni è spesso l'injera.

- Nella città di Bahar Dar, presso i cristiani ortodossi, l'injera è fondamentale anche durante la cerimonia del battesimo del neonato. Nella cerimonia alcune famiglie "agitano" l'injera sul bambino per dargli fortuna e un futuro più luminoso[9].

- Per quanto riguarda le cerimonie funebri, è tradizionale che le persone prendano dell’injera in mesob per essere vicine alla famiglia della persona defunta.
- Una particolare curiosità riguarda invece la festa della laurea. È tipico degli etiopi durante la celebrazione portare un po’ dell’injera alla persona laureata con alcune bevande tradizionali come talla e arake[9].

- Sulla banconota etiope da 10 bir è raffigurato un mesob, il cesto utilizzato per mettere l'injera; ciò rende omaggio al tradizionale pasto etiope[9].